# Tomás Estrada Palma
Tomás Estrada Palma (Bayamo, 9 de julio de 1835-Santiago de Cuba, 4 de noviembre de 1908) fue un profesor y político cubano, y el primer presidente de la República de Cuba.
Estrada Palma participó en la Guerra de los Diez Años y fue presidente de la República de Armas del 29 de marzo de 1876 al 19 de octubre de 1877. En 1877 fue apresado, estuvo encarcelado en el Castillo del Morro, y luego fue enviado a una cárcel en Cádiz (2 semanas) y después a Cataluña, España. Tras la firma del Pacto del Zanjón en 1878 y el posterior fin de la guerra en Cuba fue liberado. Viajó a París, Francia y luego a Estados Unidos; residió en Central Valley, 80 km al norte de la ciudad de Nueva York. Fue uno de los organizadores, junto al prócer José Martí, del movimiento de cubanos exiliados en los Estados Unidos y de la organización del Partido Revolucionario Cubano en 1892. A la muerte de José Martí, el 19 de mayo de 1895, durante la Guerra de 1895, Estrada Palma asumió el liderazgo del partido como delegado y tuvo a su cargo la organización de los envíos a las tropas mambisas (rebeldes cubanos). Luego del fin de la guerra y de la posterior rendición de España ante Estados Unidos tras la Guerra hispano-estadounidense, Estrada Palma, como delegado del partido, aprobó la disolución del mismo considerando que este «había cumplido su misión».
Una vez alcanzada la independencia, Estrada Palma, con el apoyo de varias facciones del bando independentista y con el auxilio de los Estados Unidos, asumió la presidencia de la naciente república. Su inexperiencia política y de gobierno así como su pretensión de llevar a cabo una política de austeridad caracterizaron su etapa de gobierno calificada por muchos historiadores como «débil». Además tuvo que hacer frente a las consecuencias de establecimiento de la Enmienda Platt y a una cada vez creciente influencia de los Estados Unidos en la política nacional. Tras una crisis interna, derivada de sus intenciones de reelegirse, solicitó la presencia de las fuerzas militares estadounidenses en 1906, motivando la Segunda Intervención Estadounidense en Cuba facilitada por su renuncia.

## Orígenes y primeros años
Proveniente de una familia española acaudalada, Tomás Estrada Palma nació el 9 de julio de 1835 (fecha probable) en la ciudad de Bayamo, en la zona oriental de Cuba. Sus primeros estudios los realizó desde la casa hasta que sus padres lo enviaron a La Habana a estudiar en una escuela privada. 
Se graduó en 1854 de Filosofía en la Universidad de La Habana y allí comenzó a estudiar Derecho ese año. En 1856 matriculó en la Universidad de Sevilla, España para continuar sus estudios de Derecho, pero no se graduó porque tuvo que interrumpir sus estudios para hacerse cargo de la familia tras la muerte de su padre. Fue masón de una logia del Gran Oriente de Cuba y las Antillas. 
En 1879 llegó a Tegucigalpa, Honduras, procedente de Central Valley, Estados Unidos invitado por el poeta José Joaquín Palma, familiar suyo y amigo del presidente hondureño Marco Aurelio Soto, y fue el primer director del Servicio de Correos de Honduras, traductor oficial, y profesor del Colegio de Señoritas. El 15 de mayo de 1881 se casó en Honduras con María Genoveva de Jesús Guardiola Arbizú, hija de un expresidente de ese país, con quien tuvo 7 hijos. Después de vivir un tiempo en Honduras regresó a Central Valley con su familia en 1883.

## Guerra de los Diez Años
Tras el estallido de la Guerra de los Diez Años, Estrada Palma se encontraba ejerciendo como maestro dentro del cuartón de Guamón, en la región de Guantánamo. Las autoridades españolas lo designaron como miembro de una comisión que intentó persuadir al entonces líder independentista Carlos Manuel de Céspedes de que depusiera las armas; no obstante, tras su contacto con el bando independentista, decidió involucrarse dentro del movimiento, siendo nombrado regidor del cabildo de la ciudad de Bayamo tras la ocupación de la misma por las fuerzas mambisas. Entre 1871 y 1872 tomó parte dentro de la invasión a Guantánamo dirigida por Máximo Gómez y Antonio Maceo.
En febrero de 1875, como miembro de la tropa del general Vicente García, apoyó la destitución del presidente Salvador Cisneros Betancourt, siendo posteriormente designado por el presidente Juan Bautista Spotorno como Secretario de Relaciones Exteriores. Posteriormente, en mayo de 1876, la Cámara de Representantes los designó Presidente de la República en Armas. Su mandato fue breve ya que en octubre de 1877 fue detenido por las fuerzas españolas y enviado a cumplir prisión en España.

## Tregua Fecunda y Guerra Necesaria
Liberado, tras la amnistía producto del Pacto del Zanjón, viajó a Francia y luego a Estados Unidos, lugar donde se asentó, fundando en 1885 un colegio bilingüe de varones llamado Instituto Estrada Palma, en la localidad de Central Valley, en el estado de Nueva York. Colaboró con la causa revolucionaria en el exilio en Estados Unidos, donde gozaba de gran prestigio por su labor como intelectual y educador. 
En 1895 al partir hacia Cuba, José Martí le encargó asesorar a los que quedaban al frente de la dirección del Partido Revolucionario Cubano. Muerto José Martí en Dos Ríos, el gobierno de la República en Armas, constituido en 1895 en Jimaguayú, lo designó delegado del Partido Revolucionario Cubano y Agente del Gobierno de la República en Armas en el Exterior.

## Ocupación militar estadounidense
Una vez alcanzada la independencia de España, pero bajo la tutoría de Estados Unidos, Estrada Palma aceptó reticentemente a ser candidato presidencial, recibiendo el apoyo de Máximo Gómez, exjefe del Ejército Libertador y teniendo como opositor al general Bartolomé Masó (1830-1907), a quien como gesto conciliatorio y buscando mayor unidad, Estrada Palma le había propuesto la nominación a la vicepresidencia del país. Pero Masó no la aceptó, y prefirió enfrentársele como opositor, para luego a última hora retirarse de las elecciones alegando fraude electoral premeditado.

## Presidencia
Estrada Palma era ciudadano estadounidense por naturalización y renunció a ella en 1901 para presentarse a la elección presidencial del 31 de diciembre de 1901. Electo presidente en ausencia de un oponente (Bartolomé Masó retiró su postulación a la presidencia) y estando aún en EE. UU., Tomás Estrada Palma llegaba a la presidencia de Cuba, por medio quedaban los veinticinco años vividos en el exilio. Desde el poder realizó un notable esfuerzo para sacar adelante a la destruida isla. Inicialmente no tenía intención de reelegirse, pero después cambió de opinión y se postuló en las elecciones de 1905 por el Partido Moderado, ganando su reelección sin oposición, y comenzó su segundo mandato el 20 de mayo de 1906. Hubo una revuelta de sus opositores (Guerrita de Agosto) y Tomás renunció a la presidencia ese año, y solicitó la intervención militar estadounidense en Cuba (1906-1909). Se negó a cobrar un salario por ser presidente.
Pidió en 1903 un empréstito de 35 millones de dólares a la casa bancaria estadounidense Speyer & Co. para pagar los haberes debidos a los miembros del Ejército Libertador desmovilizado en 1899 por el gobierno interventor de EE. UU. en Cuba (1899-1902), que habían recibido solo 75 dólares cada uno ese año, pagados por el gobierno de Estados Unidos. El pago de haberes se hizo en 1904, e iba desde $12 017 a los mayores generales hasta $231 a los soldados. Es un hecho notable que en 1943 ese préstamo ya había sido pagado.

La renuncia del presidente Tomás Estrada lee de la siguiente manera:
Al Congreso:
El curso que ha tomado la perturbación del orden público desde que se inició la rebelión armada en la provincia de Pinar del Río; el hecho de estar funcionando en esta capital una Comisión americana llamada de la paz, en representación del Gobierno de Washington, y de haber perdido, en consecuencia, casi por completo su autoridad el Ejecutivo, mientras los rebeldes continúan con las armas en la mano en actitud amenazadora; deseando, por otra parte, sincera y ardientemente, el que suscribe, que el país vuelva su estado normal de orden y general tranquilidad, y no siéndole dable aceptar, en manera alguna, las condiciones que la Comisión mencionada propone como único medio de que termine la rebelión, resuelve por considerarlo patriótico y decoroso, presentar ante el Congreso, como lo hace formalmente, con el carácter de irrevocable, la renuncia del cargo de Presidente de la República, para que fue electo por el voto de sus conciudadanos en marzo 19 del año actual. 
Confiando en que le será aceptada, desde luego, anticipa las gracias a los miembros de ambos Cuerpos Colegisladores y les ofrece el testimonio de su más alta consideración. 
Firmado en Palacio de la Presidencia, Habana, a 28 de septiembre de 1906.
  T. Estrada Palma

## Últimos años y muerte
Al finalizar su mandato, se trasladó hacia la Finca La Punta, propiedad de su familia, ubicada cerca de Bayamo, Oriente. Vendió su propiedad en Central Valley. Intentó con poco éxito dedicarse a la cría de ganado en su finca. Se negó a recibir ayuda monetaria de amigos. Murió pobre el 4 de noviembre de 1908 de neumonía, en la ciudad de Santiago de Cuba.